# 柏保路·干拿高
柏保路·干拿高（Pablo Counago，1979年8月9日—），西班牙職業足球員，出生於雷東德拉，司職中鋒。現時效力芬蘭超級足球聯賽球會PK-35雲達。

## 球員生涯
干拿高19歲便為西班牙奪得世青盃，力壓同屆的朗拿甸奴以5球勇奪金靴獎。
干拿高曾為切爾達以及馬拉加於西班牙甲組聯賽踢過35場比賽，並於英格蘭超級聯賽為葉士域治上陣達19次。
數據顯示，干拿高於西班牙及英格蘭兩地之兩個最高級別聯賽（包括西甲、西乙、英超和英冠）總共上陣333場並射入73球。
柏保路干拿高的職業足球生涯大部分時間都為葉士域治效力，於7季中的214場比賽攻入54球。 
2012年，柏保路干拿高曾轉戰越南聯賽冠軍球隊同心隆安，並為球隊上陣9場，攻入5球。
2012年9月，干拿高正式加盟香港甲組足球聯賽球隊傑志，將會穿上8號球衣，並簽約一年。 
2012年10月21日，傑志以4:2擊敗太陽飛馬，干拿高首次為傑志後備上陣即梅開二度。
2012–13年香港足總盃決賽，傑志憑干拿高下半場一箭定江山，以1:0力克太陽飛馬，衛冕足總盃。而干拿高更憑精彩的表現勇奪賽事最有價值球員。

## 國際賽生涯
傑志總領隊伍健先生表示國籍西班牙的干拿高曾於1999年世青盃中與沙維、卡斯拿斯、馬真拿、卡西亞等西班牙球星代表西班牙奪得世青盃冠軍。

## 個人榮譽
個人
- 1999年U20世界盃金靴獎
- 2013年香港足總盃最有價值球員

國家隊
- 1999年U20世界盃冠軍

球會
- 2000年圖圖盃冠軍（切爾達）

- 2012年越南甲組聯賽冠軍（同心隆安）
- 2013年香港足總盃冠軍（傑志）

## 外部連結
- 香港足球總會網頁球員註冊資料
- 干拿高加盟傑志的消息來源